# IC 1613
IC 1613 (také známá jako Caldwell 51) je trpasličí nepravidelná galaxie v souhvězdí Velryby vzdálená přibližně 2,4 milionu světelných let. Přibližuje se k Zemi rychlostí 234 km/s. Objevil ji Max Wolf v roce 1906.
Na obloze se nachází v severozápadní části souhvězdí u hranice se souhvězdím Ryb, 6° jižně od hvězdy ε Psc s magnitudou 4,3.
Patří do Místní skupiny galaxií.
Hrála důležitou roli při kalibraci vztahu mezi periodou a svítivostí proměnných hvězd cefeid, pomocí kterých se určuje vzdálenost. Kromě Velkého Magellanova oblaku jde o jedinou trpasličí nepravidelnou galaxii v blízkosti naší galaxie, ve které byly pozorovány hvězdy typu RR Lyrae. Tato skutečnost, spolu s neobvykle nízkým výskytem kosmického prachu uvnitř IC 1613 i podél našeho pohledu na ni umožňují zvláště přesné určení její vzdálenosti.
V roce 1999 použil Cole a kol. Hubbleův vesmírný dalekohled k odhalení, že převážná většina hvězd této galaxie má stáří kolem 7 miliard let. Pomocí Hessova diagramu této galaxie zjistili, že její vývoj mohl být podobný Trpasličí galaxii Pegas. Obě galaxie patří v DDO systému do třídy Ir V. Ve stejném roce zde našel Antonello a kol. pět cefeid II. populace, což je zcela jasné potvrzení velmi velkého stáří některých hvězd v této galaxii.
Též v roce 1999 King, Modjaz a Li v této galaxii poprvé objevili novu.
IC 1613 obsahuje Wolfovu–Rayetovu hvězdu známou jako DR1, jedinou dosud zjištěnou dále než ve Velkém Magellanově oblaku.